# Óvalo cartesiano

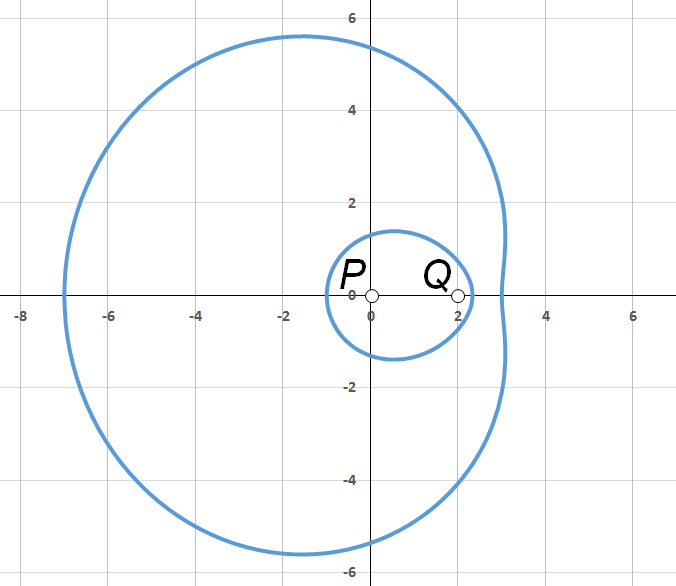
Óvalo cartesiano (S):
d(P,S) + m d(Q,S) = a
d(P,Q) = c
Valores:
m = 0.5 // c = 2.0 // a = 2.5

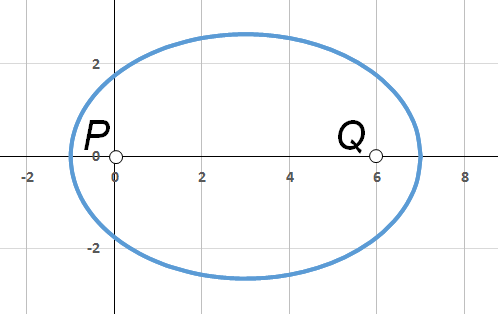
Elipse:
Valores: m = 1.0 // c = 6.0 // a = 8.0

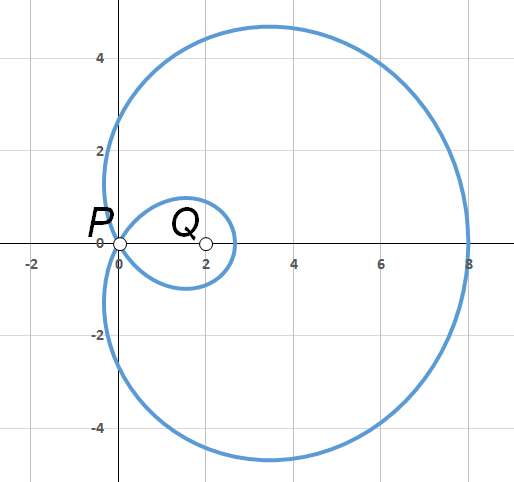
Caracol de Pascal:
Valores: m = 2.0 // c = 2.0 // a = 4.0

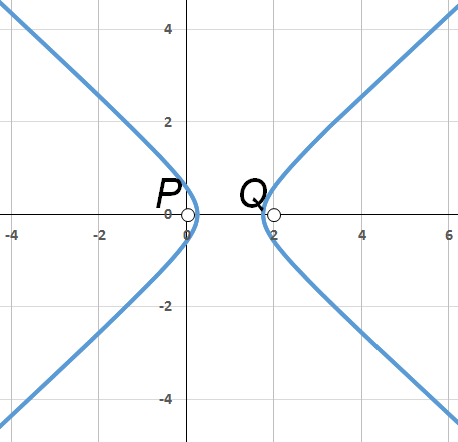
Hipérbola:
Valores: m = -1.0 // c = 2.0 // a = 1.5

En geometría, un óvalo cartesiano, nombrado en referencia a René Descartes, es una curva plana, formada por el conjunto de puntos que tienen la misma combinación lineal de distancias desde dos puntos fijos.

## Definición
Sean P y Q dos puntos fijos en el plano, y sean d(P,S) y d(Q,S) las distancias euclídeas de estos dos puntos a un tercer punto variable S. Siendo m y a dos números reales arbitrarios, entonces, el óvalo cartesiano es el lugar geométrico de los puntos S que satisfacen la condición de que
d(P,S) + m d(Q,S) = a
Los dos óvalos formados por las cuatro ecuaciones
d(P,S) + m d(Q,S) = ± a
y 
d(P,S) − m d(Q,S) = ± a
están estrechamente relacionados; juntos forman una curva cuártica denominada como los óvalos de Descartes.

## Casos especiales
En la ecuación 
d(P,S) + m d(Q,S) = a
- Cuando m = 1 y a > d(P,Q) la forma resultante es una elipse.
- En el caso límite en el que P y Q coinciden, la elipse se convierte en una circunferencia.
- Cuando m = a / d(P,Q) entonces coincide con un caracol de Pascal.
- Si m = -1 y 0 < a < d(P, Q) la ecuación da una rama de una hipérbola, y por lo tanto, no es un óvalo cerrado.

## Ecuación polinómica
El conjunto de puntos (x,y) que satisface la ecuación algebraica cuártica:
[(1 - m2)(x2 + y2) + 2m2cx + a2 − m2c2 ]2 = 4a2(x2 + y2),
donde c es la distancia d(P, Q) entre los dos focos fijos P = (0, 0) y Q = (c, 0), forma dos óvalos, los conjuntos de puntos que satisfacen dos de las cuatro ecuaciones:
d(P,S) ± m d(Q,S) =  a
y
d(P,S) ± m d(Q,S) =  -a
que tienen soluciones reales. Los dos óvalos generalmente son disjuntos, excepto en el caso de que P o Q les pertenezcan. Al menos una de las dos perpendiculares a PQ a través de los puntos P y Q corta esta curva cuártica en cuatro puntos reales; de esto se deduce que están necesariamente anidados, con al menos uno de los dos puntos P y Q contenidos en los interiores de ambos óvalos. Para una parametrización diferente y el análisis del resultado cuártico, consúltese Lawrence.

## Ecuación polar
En el sistema de coordenadas con centro en P y cuyo eje principal está orientado hacia Q, si se denota c = PQ, el óvalo completo de ecuación
|PS ± m QS| = |a|
tiene la expresión polar:
{\displaystyle (1-m^{2})\rho ^{2}+2\rho (cm^{2}\cos \theta +a)+(a^{2}-c^{2}m^{2})=0}
Como el producto de las dos raíces de esta ecuación es independiente de θ, el óvalo interior y el óvalo exterior forman una inversión de centro P y de razón
{\displaystyle r^{2}={\frac {(a^{2}-m^{2}c^{2})}{(1-m^{2})}}}.

## Notación focal
Las ecuaciones del óvalo cartesiano también se suelen expresar mediante la distancia a dos focos F1 (equivalente al punto P) y F2 (equivalente al punto Q), afectadas respectivamente por los coeficientes b y a. Un tercer coeficiente c, que multiplica a la distancia entre los dos focos, completa el lado derecho de la ecuación. Para hacer una equivalencia entre las dos notaciones, basta dividir por b los coeficientes de la expresión focal.       

### Ecuaciones del óvalo completo
La ecuación |b MF1 ± a MF2| = |c F1F2| se puede escribir en la siguiente forma cuártica:
{\displaystyle \left(b^{2}MF_{1}^{2}-a^{2}MF_{2}^{2}+c^{2}F_{1}F_{2}^{2}\right)^{2}=4b^{2}c^{2}F_{1}F_{2}^{2}\times MF_{1}^{2}}

### Ecuaciones cartesianas
En el caso de un óvalo no degenerado, tomando como origen O el baricentro resultante de aplicar a los focos F1 y F2 los coeficientes b² y -a² y la abscisa de F1 α = a². Entonces F2 tiene por abscisa β = b². Haciendo γ = c², la ecuación del óvalo se convierte en:
{\displaystyle (x^{2}+y^{2}-\sigma _{2})^{2}+8\sigma _{3}x-4\sigma _{1}\sigma _{3}=0}
donde σ1, σ2 y σ3 son funciones simétricas de los números reales α, β y γ:
{\displaystyle \sigma _{1}=\alpha +\beta +\gamma ,\quad \sigma _{2}=\alpha \beta +\beta \gamma +\gamma \alpha ,\quad \sigma _{3}=\alpha \beta \gamma }
La naturaleza simétrica de los papeles desempeñados por los valores α, β y γ permite decir que se obtendrá la misma ecuación cartesiana del óvalo con focos F1 y F3 (γ, 0) con la ecuación:
|MF1 ± a MF3| = |b F1F3|
así como para el óvalo de focos F2 y F3 con la ecuación:
|c MF2 ± b MF3| = |a F1F3|
También se puede decidir tomar como origen la mitad del segmento [F1F2] o uno de los focos, para obtener ecuaciones alternativas.

### Ecuación polar
En el sistema de referencia con centro en F1 y orientado hacia F2, si se denomina d=F1F2, el óvalo completo de ecuación |bMF1 ± aMF2| = |cF1F2| tiene por ecuación polar:
{\displaystyle (b^{2}-a^{2})\rho ^{2}-2\rho d(a^{2}\cos \theta +bc)+(c^{2}-a^{2})d^{2}=0}
La relación de inversión existente entre el óvalo interior y el óvalo exterior tiene centro F1 y razón {\displaystyle r^{2}={\frac {(c^{2}-a^{2})d^{2}}{(b^{2}-a^{2})}}}.

## Propiedades geométricas

Ejemplo de óvalo completo y sus tres focos:
(Las ecuaciones están dadas según la distancia de un punto M cualquiera de la curva respecto a los tres focos F_{1}, F_{2} y F_{3})
- Óvalo interior según cualquiera de las ecuaciones:
- 4F_{1}M +2 F_{2}M = 5F_{1}F_{2}
- 5F_{1}M + 2F_{3}M = 4F_{1}F_{3}
- -5F_{2}M + 4 F_{3}M = 2F_{2}F_{3}
- Óvalo exterior según cualquiera de las ecuaciones:
- 4F_{1}M – 2F_{2}M = 5F_{1}F_{2}
- 5F_{1}M – 2F_{3}M = 4F_{1}F_{3}
- 5F_{2}M – 4 F_{3}M = 2F_{2}F_{3}

Considérese el óvalo de ecuación |b F1M ± a F2M| = |c F1F2|.

### Tercer foco
Si el óvalo no está degenerado, el tercer foco es el baricentro de los puntos F1 y F2, asignándoles los coeficientes siguientes: 
(b² - c²) y (c² - a²)
Si se denominan a las abcisas de los tres focos (x1 para F1, x2 para F2 y x3 para F3), se obtiene la fórmula:
x3 = [ (b² - c²) x1 + (c² - a²) x2 ] / (b² + a²)

### Extremos
Los cuatro vértices del óvalo completo son los centros de gravedad de los puntos F1 y F2, asignándoles los coeficientes:
(b - c, a + c), (b - c, - a + c), (b + c, a - c), (b + c, -a -c)

### Tangente y normal
La normal al óvalo de ecuación b F1M + a F2M = c F1F2 en el punto M, tiene por vector director:
{\displaystyle b{\frac {\overrightarrow {F_{1}M}}{F_{1}M}}+a{\frac {\overrightarrow {F_{2}M}}{F_{2}M}}}
Así, si se denomina θ1 al ángulo que forma F1M con la normal y θ2 al ángulo que forma F2M con la normal, se tiene la igualdad:
{\displaystyle {\frac {\sin \theta _{2}}{\sin \theta _{1}}}={\frac {b}{a}}}
Para 0 < b < a, aparece la ley de Snell. Si el óvalo separa dos medios, uno de índice b conteniendo a F1 y el otro de índice a conteniendo a F2 y si M es el punto de encuentro de la línea [F1M] con el óvalo, entonces el rayo [F1M] se refracta pasando por F2.

### Construcción usando dos círculos
Michel Chasles ideó una construcción del óvalo completo usando dos círculos de centros F1 y F2; y un punto C a la derecha (F1F2). Para ello, se hace girar una línea recta alrededor de C, de tal manera que se encuentra con el primer círculo en los puntos M1 y N1, y con el segundo círculo en M2 y N2. Los puntos de encuentro de las rectas que pasan por (F1M1) y (F1N1) con las rectas que pasan por (F2M2) y (F2N2) permiten dibujar un óvalo completo lanzando rectas desde C.

### Intersección de dos conos
La proyección ortogonal sobre un plano horizontal de la intersección de dos conos de revolución de eje vertical es un óvalo de Descartes. Los focos son las proyecciones de los vértices de los dos conos. Esta interpretación hace posible determinar de manera relativamente simple ciertas propiedades geométricas de los óvalos.

### Cáusticas secundarias por refracción
Si el óvalo completo tiene la ecuación |b MF1 ± a MF2| = |c F1F2| y si los puntos P y O se definen como los centroides obtenidos asignando a F1 y F2 los coeficientes b² y -a² para O, y a y b para P, el óvalo es entonces
la cáustica secundaria por la relación de refracción n = |a/c| del círculo (Γ) de centro O que pasa por P, con respecto al foco F1. Es por lo tanto la envolvente de los círculos (ΓM) cuyos centros están situados en M (Γ) y de radio F1M /n.
Cada círculo (ΓM) es tangencial al óvalo en dos puntos TM T'M, siempre alineados con el tercer foco F3 del óvalo.
|  |  |  |

## Aplicaciones en óptica

Propiedad de refracción del óvalo interior: el rayo emitido desde F_{1} se refracta pasando por F_{2}

Como descubrió Descartes, los óvalos cartesianos se pueden usar en el diseño de lentes. Al elegir la relación de distancias entre P y Q para que coincida con la proporción de los senos según la Ley de Snell y el uso de la
superficie de revolución de uno de estos óvalos, es posible diseñar una lente aplanática, que no tiene aberración esférica.
Además, si un frente de onda esférico se refracta a través de una lente esférica, o se refleja desde una superficie esférica cóncava, el frente de onda refractado o reflejado toma la forma de un óvalo cartesiano. La cáustica formada por la aberración esférica en este caso, por lo tanto, se puede describir como la evoluta de un óvalo cartesiano.

## Historia

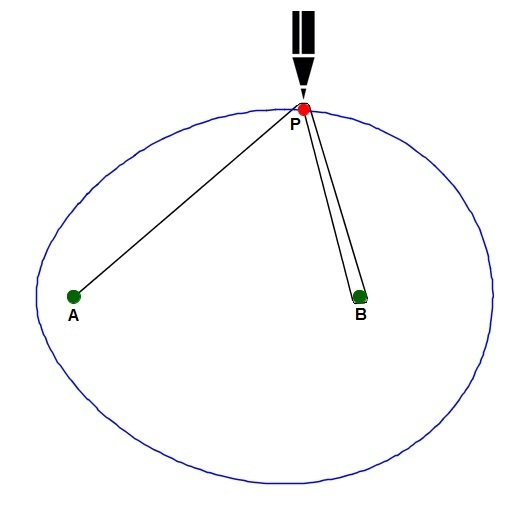
Construcción de un óvalo definido por la relación AP + 2BP = c utilizando dos alfileres, un hilo y un lápiz, según la descripción de James Clerk Maxwell.

Los óvalos de Descartes fueron estudiados por primera vez por René Descartes en 1637, en relación con sus aplicaciones en óptica.
Estas curvas también fueron estudiadas por Newton a partir de 1664. Un método para dibujar ciertos óvalos cartesianos específicos, ya usado por Descartes, es análogo a una construcción estándar de una elipse utilizando un hilo tenso. Si se sujeta el extremo de un hilo con un alfiler en un foco, se rodea con el hilo otro alfiler situado en el segundo foco, y se sujeta al extremo libre del hilo a la punta de un lápiz, el camino seguido por la punta del lápiz, cuando el hilo se estira al buscar de nuevo el hilo entre los dos alfileres, forma un óvalo cartesiano con la relación 2:1 entre las distancias a los dos focos. Sin embargo, Newton rechazó dichas construcciones como insuficientemente rigurosas. Definió el óvalo como la solución para una ecuación diferencial, definió sus subtangentes e investigó de nuevo sus propiedades ópticas.
El matemático francés Michel Chasles descubrió en el siglo XIX que, si un óvalo cartesiano está definido por dos puntos  F1 y F2, entonces en general existe un tercer punto F3 en la misma línea, de modo que el mismo óvalo también se define por cualquier par de estos tres puntos.
James Clerk Maxwell redescubrió estas curvas, las generalizó a curvas definidas manteniendo constante la suma ponderada de distancias de tres o más focos, y escribió un documento titulado "Observaciones sobre figuras circunscritas que tienen una pluralidad de focos y radios de diversas proporciones". Una recopilación de sus resultados, titulada  Sobre la descripción de curvas ovales, y aquellas que tienen una pluralidad de focos, fue redactada por J.D. Forbes y presentada a la Real Sociedad de Edimburgo en 1846, cuando Maxwell todavía no había cumplido 15 años.